# Mauricius na Letních olympijských hrách 2008
Mauricius se účastnil Letní olympiády 2008 v 7 sportech. Zastupovalo ho 12 sportovců. Jedinou medaili, bronzovou, získal Bruno Julie v boxu.

## Medailisté
| Medaile | Jméno       | Sport | Soutěž              |
| ------- | ----------- | ----- | ------------------- |
| Bronz   | Bruno Julie | Box   | muži bantamová váha |

## Lukostřelba
Veronique D´Unienville

## Badminton
Karen Foo Kune

## Box
Bruno Julie, Richarno Colin

## Cyklistika
Aurelie Halbwachs

## Plavání
Gael Adam, Diane Etiennette

## Atletika
Eric Milazar, Stephan Buckland, Arnaud Casquette, Annabelle Lascar

## Vzpírání
Ravi Bhollah